# Kom (Iran)
Kom (perz. قم; /kōm/, poznat i kao Kum ili Gom) je grad u Iranu i sjedište Komske pokrajine. Smješten je u dolini rijeke Kom, oko 156 km južno od glavnog grada Teherana. Grad je osnovan u starom vijeku, a na značaju je posebno dobio islamskog razdoblja s obzirom na to da je u njemu pokopana  Fatima bint Musa (sestra Imama Reze) zbog čega Kom spada među najvažnija šijitska svetišta. Osim religijskog značaja, grad je i jedan od iranskih znanstvenih centara i u njemu se nalazi kozmodrom za lansiranje svemirskih letjelica kao i neka od ključnih proizvodnih pogona iranskog nuklearnog programa poput postrojenja za obogaćivanje uranija. Prema popisu stanovništva iz 2006. godine u Komu je živjelo 951.918 ljudi što ga čini osmim najvećim iranskim gradom.

## Vanjske poveznice
- (perz.) Službene stranice grada Koma  Arhivirana inačica izvorne stranice od 18. kolovoza 2011. (Wayback Machine)

Ostali projekti
|  | Zajednički poslužitelj ima još gradiva o temi Kom |